# Calymmaria monicae
Calymmaria monicae là một loài nhện trong họ Hahniidae.
Loài này thuộc chi Calymmaria. Calymmaria monicae được Ralph Vary Chamberlin & Wilton Ivie miêu tả năm 1937.